# Liselotte Gumpel
Liselotte Gumpel (* 31. Januar 1936 in Berlin; † 22. Oktober 2015 in St. Louis Park, Minnesota) war eine deutsch-amerikanische Germanistin und Hochschullehrerin.

## Leben und Wirken
Liselotte Gumpel entstammt aus einer jüdischen Familie, die aus Deutschland 1935/36 flüchtete, zunächst in die Tschechoslowakei, später nach Großbritannien. Liselotte und ihre zwei Schwestern waren bereits durch den "Kindertransport" in britische Obhut gekommen. Nach ihrem Schulbesuch dort und der Ausbildung zur Röntgentechnikerin emigrierte sie 1954 in die USA und arbeitete zunächst in ihrem erlernen Beruf weiter. Von 1960 bis 1964 studierte die Germanistik an der California State University, San Francisco. Dort erwarb sie 1964 den Bachelor- und 1965 den Magistergrad an der Stanford University. Im Jahre 1971 promovierte sie dort bei Edgar Lohner. Ab 1968 war sie bereits als Assistenzprofessorin an der University of Minnesota, Morris tätig. An dieser Universität lehrte sie dann seit 1980 als Professorin bis zu ihrer Emeritierung 1997. Zwischen 1977 und 1980 hielt sie sich zu einem Forschungsaufenthalt an der University of Cambridge auf.
Liselotte Gumpel beschäftigte sich im Bereich der Germanistik vor allem mit Sprachphilosophie und Semiotik.

## Veröffentlichungen (Auswahl)
- The structure of idioms. A phenomenological approach. In: Semiotica, Bd. 12 (1974), H. 1, S. 1–40.
- The essence of 'reality' as a construct of language. In: Foundations of language, Bd. 11 (1974), H. 2, S. 167–185.

- "Concrete" poetry from East und West Germany. The language of exemplarism and experimentalism (= Yale Germanic studies, Bd. 6). Yale University Press, New Haven 1976, ISBN 0-300-01914-9.
- Metaphor as nominalized meaning. A phenomenological analysis of the lyric genre. In: Jahrbuch für Internationale Germanistik, Bd. 2 (1976), S. 48–56.
- Metaphor reexamined. A non-Aristotelian perspective. Indiana University Press, Bloomington 1984, ISBN 0-253-33781-X.
- Die Metapher als fragwürdiges Prinzip sprachlicher Verfremdung. In: Yoshinori Shichiji (Hrsg.): Begegnung mit dem "Fremden". Grenzen - Traditionen - Vergleiche. Iudicium-Verlag, München 1991, S. 259–271, ISBN 3-89129-905-2.m
- Die Sprache aus panlinguistischer Sicht. In: Bernd Thum (Hrsg.): Praxis interkultureller Germanistik. Forschung – Bildung – Politik; Strassburg 1991. Iudicium-Verlag, München 1993, S. 904–917, ISBN 3-89129-019-5.
- Language as a bearer of meaning. The phenomenology of Roman Ingarden. In: Włodzimierz Galewicz (Hrsg.): Kunst und Ontologie. Für Roman Ingarden zum 100. Geburtstag (= Elementa, Bd. 62). Rodopi, Amsterdam 1994, S. 21–58, ISBN 90-5183-479-9.
- Meaning and metaphor. The world in verbal translation. In: Kurt Mueller-Vollmer/Michael Irmscher (Hrsg.): Translating literatures – translating cultures. New vistas and approaches in literary studies (= Göttinger Beiträge zur internationalen Übersetzungsforschung, Bd. 17). Erich Schmidt Verlag, Berlin 1998, S. 47–78, ISBN 3-503-04905-3.